# Бару (Воклиз)
Бару (фр. Barroux) насеље је и општина у Француској у региону Прованса-Алпи-Азурна обала, у департману Воклиз која припада префектури Карпантрас.
По подацима из 2011. године у општини је живело 656 становника, а густина насељености је износила 40,9 становника/km². Општина се простире на површини од 16,04 km². Налази се на средњој надморској висини од 350 метара (максималној 670 m, а минималној 218 m).

## Демографија
| 1962. | 1968. | 1975. | 1982. | 1990. | 1999. | 2011. |
| ----- | ----- | ----- | ----- | ----- | ----- | ----- |
| 362   | 369   | 348   | 437   | 499   | 569   | 656   |

График промене броја становника у току последњих година